# 9 mars aux Jeux paralympiques d'hiver de 2018

Le vendredi 9 mars aux Jeux paralympiques d'hiver de 2018 est le jour de la cérémonie d'ouverture.

## Programme
| Heure UTC+9 (Pyeongchang)                     |               |
| bleu                                          | Cérémonie     |
| neutre                                        | Épreuve       |
| or                                            | Finale        |
| orange                                        | Petite finale |
| rose                                          | Reporté       |
| gris                                          | Annulé        |
| Compétition masculine                         | Hommes        |
| Compétition féminine                          | Femmes        |
| Compétition mixte (hommes et femmes mélangés) | Mixte         |
| Compétition en couple (1 homme et 1 femme)    | Couple        |
| modifier                                      |               |

L'heure indiquée est celle de Pyeongchang, pour l'heure française il faut enlever 8 heures. 
| Horaire | Discipline Spécialité | Discipline Spécialité | Discipline Spécialité | Phase     | Résultats | Références |
| 20:00   |                       | Cérémonie d'ouverture | -                     | Cérémonie | -         |            |